# Pointe de la Fournache
La Pointe de la Fournache (3.642 m s.l.m.) è una montagna del Massiccio della Vanoise nelle Alpi Graie. Si trova in Savoia.

## Caratteristiche

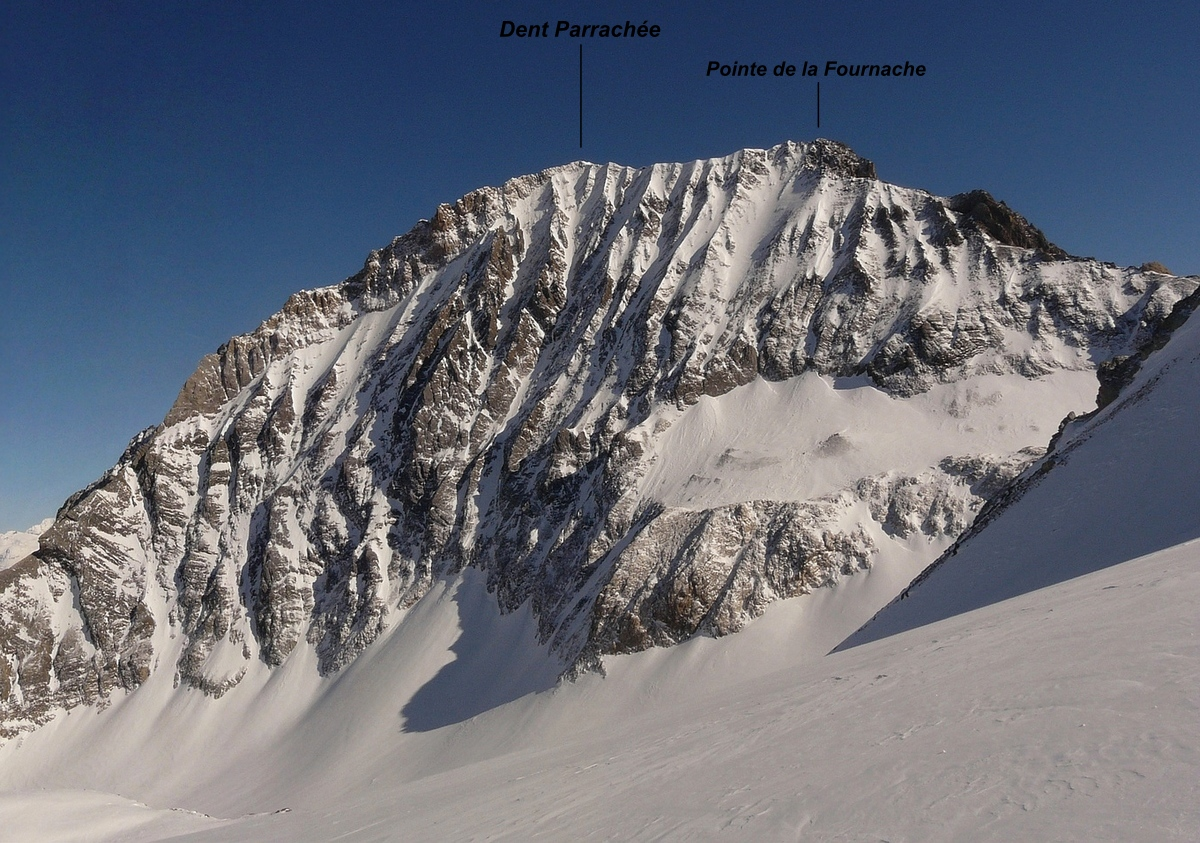
La Dent Parrachée e la Pointe de la Fournache nel loro versante nord-ovest.

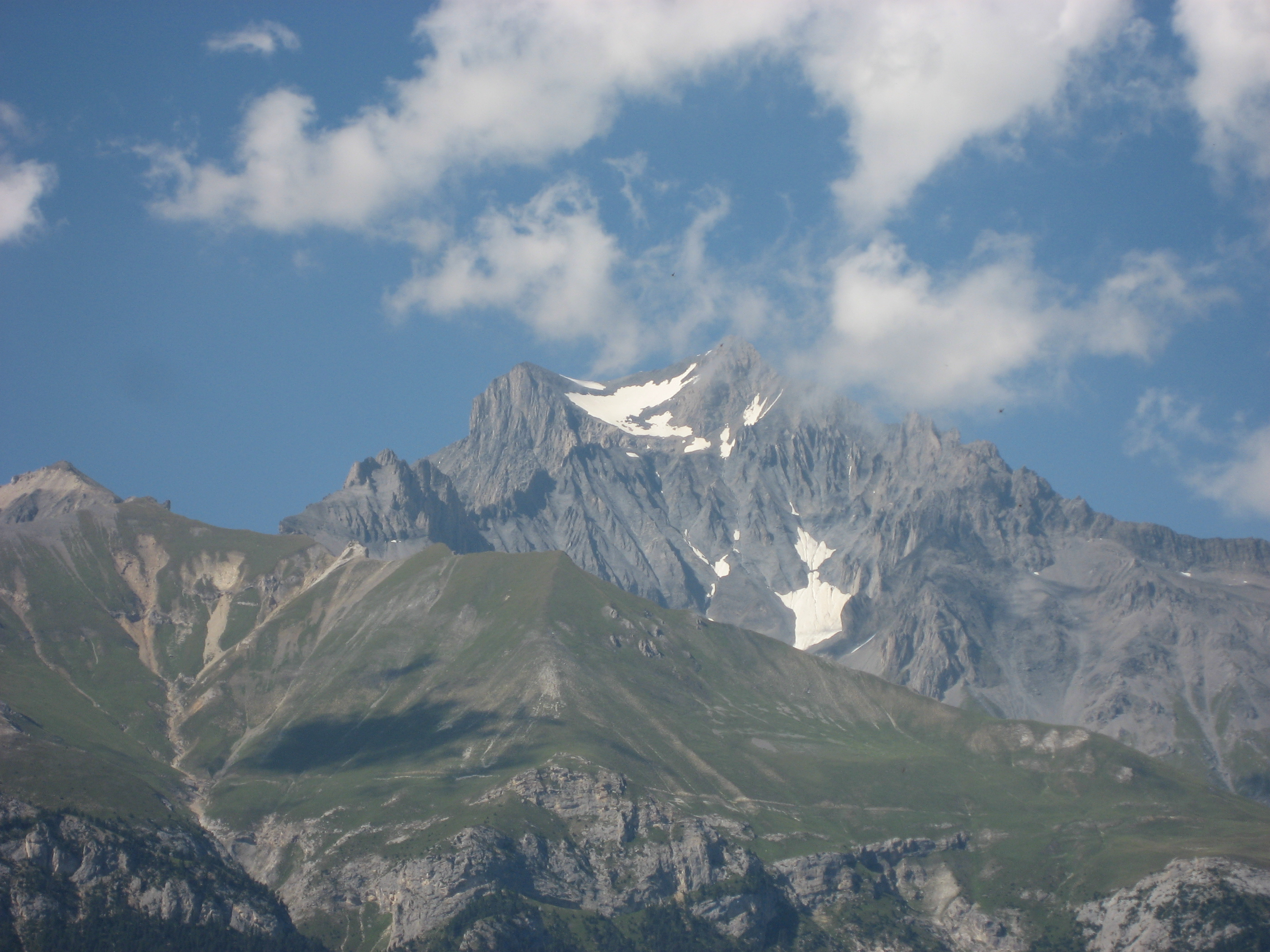
Vista della Pointe de la Fournache (a sinistra) e della Dent Parrachée (a destra) collocati in secondo piano e divisi da un nevaio.

La montagna si trova a sud-ovest della più alta Dent Parrachée e dalla quale è separata da un breve colle, generalmente nevoso. Essa culmina con due vette poco distanti l'una dall'altra.
La montagna è comunemente salita seguendo la via normale alla Dent Parrachée.